# Gig Young
Gig Young (eigentlich Byron Elsworth Barr; * 4. November 1913 in St. Cloud, Minnesota; † 19. Oktober 1978 in New York City) war ein US-amerikanischer Schauspieler. Für seinen Auftritt in Nur Pferden gibt man den Gnadenschuß wurde er mit dem Oscar als bester Nebendarsteller ausgezeichnet.

## Leben
Bekannt wurde Young im Kino und Fernsehen als Darsteller von meist liebenswerten Charakterrollen. Als Byron Elsworth Barr geboren, begann er 1940 seine Karriere beim Film und übernahm 1942 seinen Rollennamen Gig Young aus dem Film The Gay Sisters mit Barbara Stanwyck. Anschließend spielte er neben Bette Davis und Miriam Hopkins in dem Liebesfilm In Freundschaft verbunden (1943). Nach seinem Einsatz im Zweiten Weltkrieg bei der United States Coast Guard war er unter anderem als Musketier Porthos im aufwendigen Mantel-und-Degen-Film Die drei Musketiere (1948) neben Gene Kelly und Lana Turner zu sehen. In größeren Produktionen spielte er in Nebenrollen häufig sorgenfreie Junggesellen oder unglücklich verliebte Männer, in B-Filmen konnte er auch Hauptrollen ergattern. 1951 erhielt er für seine Leistung in dem Alkoholiker-Drama Come Fill the Cup (mit James Cagney) eine erste Oscar-Nominierung als bester Nebendarsteller. Die Thematik des Films war Young vertraut, da er selbst schon früh Alkoholiker wurde und viele gescheiterte Beziehungen hatte.
In den 1950er und 1960er Jahren trat Young auch in drei Theaterstücken am Broadway auf. Mitte der 1950er-Jahre betätigte sich Young zudem als Moderator der Fernsehsendung Warner Bros. Presents, die verschiedene Fernsehserien zeigte und mit der das Filmstudio Warner Bros. seine neuesten Filmproduktionen vorstellte. In diesem Zusammenhang machte Young auch das berühmte Interview mit James Dean, bei dem dieser Autofahrer aufforderte, beim Fahren vorsichtig zu sein – nur wenige Wochen vor seinem Tod bei einem Autounfall. 1957 spielte Young in der Komödie Eine Frau, die alles weiß den egoistischen und bindungsunwilligen Liebhaber einer emanzipierten Frau (Katharine Hepburn), die ihn gern endlich heiraten würde, sich dies angesichts ihrer liberalen Ansichten jedoch nicht eingestehen möchte und am Ende in den Armen von Spencer Tracy landet. 1959 erhielt Young für seine Darbietung in der Komödie Reporter der Liebe mit Doris Day und Clark Gable eine weitere Oscar-Nominierung als bester Nebendarsteller. Dieser Erfolg führte jedoch lediglich zu ähnlichen Rollen. Youngs Karriere stagnierte, während seine persönlichen Probleme zunahmen.
Im Jahr 1970 wurden ihm schließlich für die Nebenrolle des skrupellosen Zeremonienmeisters eines Tanzmarathons in dem Filmdrama Nur Pferden gibt man den Gnadenschuß mit Jane Fonda der Oscar und der Golden Globe verliehen. Nach diesen Auszeichnungen folgten für Young jedoch nur wenige Auftritte in meist zweitrangigen Filmen, da sein Alkoholkonsum zunehmend auch seine Arbeitsfähigkeit beeinträchtigte. So besetzte ihn Mel Brooks 1974 für eine Hauptrolle in der Westernparodie Der wilde wilde Westen, doch wurde er nach wenigen Drehtagen wegen Unzuverlässigkeit durch Gene Wilder ersetzt.
Gig Young war fünfmal verheiratet, unter anderem mit den Schauspielerinnen Elaine Williams, mit der er eine Tochter (* 1964) hatte, und von 1956 bis 1963 mit Elizabeth Montgomery. Am 27. September 1978 heiratete er die deutsche Magazinredakteurin Kim Schmidt (* 1947). Drei Wochen später erschoss Gig Young diese in seinem New Yorker Apartment (in der Suite 1BB der Osborne Apartments, West 57th Street) und danach sich selbst. Die Gründe für die Tat blieben unklar. Sein Grab befindet sich auf dem Green Hill Cemetery in Waynesville, North Carolina.

## Filmografie (Auswahl)
- 1940: Misbehaving Husbands
- 1941: Dive Bomber
- 1941: Mit einem Fuß im Himmel (One Foot in Heaven)
- 1941: The Tanks Are Coming (Kurzfilm)
- 1941: Sein letztes Kommando (They Died with Their Boots On)
- 1942: Helden der Lüfte (Captains of the Clouds)
- 1942: The Mad Martindales
- 1942: The Gay Sisters
- 1943: In die japanische Sonne (Air Force)
- 1943: In Freundschaft verbunden (Old Acquaintance)
- 1947: Escape Me Never
- 1948: Das Geheimnis der Frau in Weiß (The Woman in White)
- 1948: Die drei Musketiere (The Three Musketeers)
- 1948: Im Banne der roten Hexe (Wake of the Red Witch)
- 1949: Der Berg des Schreckens (Lust for Gold)
- 1949: Flitterwochen mit Hindernissen (Tell It to the Judge)
- 1950: Hunt the Man Down
- 1951: Target Unknown
- 1951: Bis zum letzten Atemzug (Only The Valiant)
- 1951: Slaughter Trail
- 1951: Come Fill the Cup
- 1951: Zu jung zum Küssen (Too Young to Kiss)
- 1952: You for Me
- 1952: Holiday for Sinners
- 1953: Ein verwöhntes Biest (The Girl Who Had Everything)
- 1953: Chicago – 12 Uhr Mitternacht (City That Never Sleeps)
- 1953: Arena
- 1953: Herzen im Fieber (Torch Song)
- 1954: Das Fenster zum Hof (Rear Window) (Stimme)
- 1955: Man soll nicht mit der Liebe spielen (Young at Heart)
- 1955: An einem Tag wie jeder andere (The Desperate Hours)
- 1957: Eine Frau, die alles weiß (Desk Set)
- 1957: Climax! (TV-Serie, eine Folge)
- 1958: Reporter der Liebe (Teacher’s Pet)
- 1958: Babys auf Bestellung (The Tunnel of Love)
- 1959: Immer die verflixten Frauen (Ask Any Girl)
- 1959: Twilight Zone (The Twilight Zone) (TV-Serie, eine Folge)
- 1959: Sensation auf Seite 1 (The Story on Page One)
- 1960: Ninotchka (TV-Film)
- 1961: The Spiral Staircase (TV-Film)
- 1962: Ein Hauch von Nerz (That Touch of Mink)
- 1962: Kid Galahad – Harte Fäuste, heiße Liebe (Kid Galahad)
- 1962: Alfred Hitchcock zeigt (The Alfred Hitchcock Hour) (TV-Serie, eine Folge)
- 1962: Die dritte Dimension (Le Couteau dans la plaie)
- 1963: Der Fuchs geht in die Falle (For Love or Money)
- 1963: Eine kitzlige Sache (A Ticklish Affair)
- 1964–1965: Gauner gegen Gauner (The Rogues) (TV-Serie, 30 Folgen)
- 1965: Fremde Bettgesellen (Strange Bedfellows)
- 1967: Die verschlossene Tür (The Shuttered Room)
- 1968: Companions in Nightmare (TV-Film)
- 1969: Nur Pferden gibt man den Gnadenschuß (They Shoot Horses, Don’t They?)
- 1970: Liebhaber und andere Fremde (Lovers and Other Strangers)
- 1971: The Neon Ceiling (TV-Film)
- 1974: Bring mir den Kopf von Alfredo Garcia (Bring Me the Head of Alfredo Garcia)
- 1974: Psycho Maniacs
- 1974: Das Diamantenquartett  (The Great Ice Rip-Off) (TV-Film)
- 1975: Die Killer-Elite (The Killer Elite)
- 1975: Die Hindenburg (The Hindenburg)
- 1976: Ein Sheriff in New York (McCloud) (TV-Serie, eine Folge)
- 1976: Sherlock Holmes in New York (TV-Film)
- 1976–1977: Gibbsville (TV-Serie, 13 Folgen)
- 1977: Spectre (TV-Film)
- 1978: Bruce Lee – Mein letzter Kampf (Game of Death)

## Auszeichnungen
Oscar
- 1952: Nominiert in der Kategorie Bester Nebendarsteller für Come Fill the Cup
- 1959: Nominiert in der Kategorie Bester Nebendarsteller für Reporter der Liebe
- 1970: Bester Nebendarsteller für Nur Pferden gibt man den Gnadenschuß

Golden Globe Award
- 1959:	Nominiert in der Kategorie Bester Nebendarsteller für Reporter der Liebe
- 1970: Bester Nebendarsteller für Nur Pferden gibt man den Gnadenschuß

British Academy Film Award
- 1971: Nominiert in der Kategorie Bester Nebendarsteller für Nur Pferden gibt man den Gnadenschuß

Emmy
- 1971: Nominiert in der Kategorie Bester Hauptdarsteller in einem Fernsehfilm für The Neon Ceiling

Weitere
- 1959: Laurel Award in der Kategorie Bester Nebendarsteller für Babys auf Bestellung
- 1960: Stern auf dem Hollywood Walk of Fame (6821 Hollywood Blvd.)
- 1963: Laurel Award in der Kategorie Bester Nebendarsteller Ein Hauch von Nerz
- 1969: Nominierung für den New York Film Critics Circle Award in der Kategorie Bester Nebendarsteller für Nur Pferden gibt man den Gnadenschuß
- 1970: Kansas City Film Critics Circle Award in der Kategorie Bester Nebendarsteller für Nur Pferden gibt man den Gnadenschuß